# Келеш Ахмед-бей
Келеш Ахмед-бей (груз. ქეილაშ შარვაშიძე; 1747 — 2 травня 1808) — 10-й мтаварі (князь) Абхазії в 1780—1808 роках.

## Життєпис
Походив з династії Шервашидзе. Син мтаварі Манучара II. У дитинстві відправлений в якості заручника до Стамбулу, де прийняв іслам під ім'ям Келеш-Ахмед-бей. Тут за ініциви стрийка — мтаварі Зураба пошлюбив представницю впливового абазинського роду Дзяпш-Іпа.
1779 року за підтримки османських військ повалив свого стрийка Зураба. 1780 року останній за підтримки родича Левона Шервашидзе, князя Самурзакано, повернувся на трон. Але за підтримки яничар Келеш-Ахемед вдруге став мтаварі Абхазії.
Багато зробив для зміцнення своєї влади, активно боровся з напівнезалежними феодалами. При цьому спирався на дрібну і середню шляхту. 1785 року почалася запекла війна з провідними абазинськими кланами, проте мтаварі не досяг бажаного успіху — напівнезалежну знать не вдалося повністю приборкати.
Зберігав союз з Османською імперією. Вже у березні 1780 року сплюндрував землі навколо фортеці Рух в Мегрельському князівстві. Проте невдовзі зазнав тяжкої поразки від об'єднаних військ Імеретії і Мегрелії. З 1789 року почалася дипломатична робота з налагодження відносин з царями Імеретії. Але протистояння з Мегрелією зберігалося.
У 1802 році мтаварі Абзахії, спираючись на підтримку Османської імперії, захопив мегрельський форт Анаклія на березі Чорного моря. Після того як Мегрелія увійшла до складу Російської імперії в 1803 році, Шервашидзе мусив розпочати контакти з російськими представниками. 
1806 року відмовився видати Таяр-Мехмед-пашу (з роду Каніклізаде), колишнього правителя Трабзонського еялету. Також вимушено визнав князівство Самурказано (східну Абхазію) під зверністю Мегрелії, яку підтримувала Російська імперія. У відповідь на це османи спробували усунути Келеш-Ахмед-бея від влади, проте невдало. Тому, коли росіяни звернулися до Келеш-Ахмед-бея з пропозицією зайняти Потійську фортецю, яку обороняв родич того —Кучук-бей Шервашидзе, мтаварі Абхазії відмовився.
Помер Келеш Ахмед-бей 1808 року. За російською версією отруєний власним сином Аслан-беєм за намовою турків. Втім ймовірно це є вигадкю, спробою налаштувати абхазів проти турків. Її поширювали брат Аслан-бей — Сафар Алі-бей і мегрельська княгиня Ніно Дадіані.

## Родина
Мав 3 дружин: Маріам Дзапш-Іпа, Рабіа Маршан, Катуала Інал-Іпа, а також численних наложниць.
Його синами були Аслан-бей, Сафар Алі-бей, Мехмед-бей, Гасан-бей, Бата-бей, Таїр-бей, Ростам-бей, Зекір-бей, Сулейман-бей, Халіл-бей; доньками — Нафтана-ханум, Сельмагіна-ханум, Гамедіна-ханум, Рабіа-ханум, Роста-ханум, Назіфа-ханум. Син Таїр-бей був батьком Гюлюстю Ханим-ефенді, наложниці османського султана Абдул-Меджида I